# نیگوشی
نیگوشی (به لاتین: Njeguši) یک منطقهٔ مسکونی در مونته‌نگرو است که در پایتخت سلطنتی قدیمی ستینجی واقع شده‌است. نیگوشی ۳۵ نفر جمعیت دارد.